# 文疃镇
文疃镇，是中华人民共和国山東省临沂市莒南县下辖的一个乡镇级行政单位。

## 行政区划
文疃镇下辖以下地区：
文疃村、草岭前村、东上涧村、宋家庄村、陈家岭村、大草岭后村、后草岭后村、石城村、城山后村、东田庄村、西田庄村、看马庄村、北店村、大薛庆村、郑家庄村、上大兰沟村、新村、陈家庄村、银子窑村、韦家官庄村、左家沟村、辛店子村、前土泥村、滕家河村、徐家潘店村、魏家潘店村、张家潘店村、西旋子村、王家炕村、三皇山村、魏家柳沟村、石河峪村、新官庄村、徐杨庄村、永兴村、黄城后徐村和东薛庆村。